# Cully (Calvados)
Pour les articles homonymes, voir Cully.
Cully est une ancienne commune française, située dans le département du Calvados en région Normandie. Elle fait partie de la commune nouvelle de Moulins-en-Bessin.

## Géographie
Cully est une commune du Calvados située à 13 kilomètres de Bayeux et 14 kilomètres de Caen, sur la Thue.

## Toponymie
Le nom de la localité est attesté sous les formes Curleium en 1077 (charte de St-Étienne de Caen), Cuilli et Cuilly en 1082 (cartulaire de la Trinité, f° 6), Culeyum au XIe siècle (enquête, p. 427), Cuillye en 1138 (cartulaire d’Ardennes), Cuillie en 1198 (magni rotuli, p. 44), Culleium en 1242 (charte de Fontenay), Culleyum en 1278 (charte de Saint-Étienne de Caen), Quilly en 1371 (assiette des feux de la vic. de Caen), Quilleyum  au XIe siècle (livre pelut de Bayeux), Cullay en 1421 (rôle de Bréquigny, n° 99), Cueilly en 1453 (archives nationales P. 271, n° 107), Cuelly en 1585 (papier terrier de Falaise), Cullé en 1765.

## Histoire
Le 1er janvier 2017, la commune est incorporée à la commune nouvelle de Moulins en Bessin et devient une commune déléguée. À la suite de l'arrêté préfectoral du 16 janvier 2019, le nom de la commune est graphié Moulins-en-Bessin et les communes déléguées sont supprimées au 1er janvier 2019.

## Politique et administration
| Période                                  | Période       | Identité             | Étiquette | Qualité                                                               |
| ---------------------------------------- | ------------- | -------------------- | --------- | --------------------------------------------------------------------- |
| av.1981                                  | ?             | Jean-Jacques Marie   |           | Agriculteur, suppléant du député CNIP François d'Harcourt (1981-1986) |
| juin 1995                                | mars 2014     | Jean-Charles de Sèze | SE        | Architecte                                                            |
| mars 2014                                | décembre 2016 | Édith Barbedette     | SE        | Retraitée                                                             |
| Les données manquantes sont à compléter. |               |                      |           |                                                                       |

## Démographie
L'évolution du nombre d'habitants est connue à travers les recensements de la population effectués dans la commune depuis 1793. À partir du 1er janvier 2009, les populations légales des communes sont publiées annuellement dans le cadre d'un recensement qui repose désormais sur une collecte d'information annuelle, concernant successivement tous les territoires communaux au cours d'une période de cinq ans. 
Pour les communes de moins de 10 000 habitants, une enquête de recensement portant sur toute la population est réalisée tous les cinq ans, les populations légales des années intermédiaires étant quant à elles estimées par interpolation ou extrapolation. Pour la commune, le premier recensement exhaustif entrant dans le cadre du nouveau dispositif a été réalisé en 2008,.
En 2018, la commune comptait 157 habitants, en évolution de −18,23 % par rapport à 2013 (Calvados : +1,58 %, France hors Mayotte : +2,49 %).
| 1793 | 1800 | 1806 | 1821 | 1831 | 1836 | 1841 | 1846 | 1851 |
| ---- | ---- | ---- | ---- | ---- | ---- | ---- | ---- | ---- |
| 479  | 404  | 443  | 453  | 487  | 436  | 433  | 471  | 417  |

| 1856 | 1861 | 1866 | 1872 | 1876 | 1881 | 1886 | 1891 | 1896 |
| ---- | ---- | ---- | ---- | ---- | ---- | ---- | ---- | ---- |
| 412  | 401  | 369  | 337  | 336  | 316  | 296  | 265  | 233  |

| 1901 | 1906 | 1911 | 1921 | 1926 | 1931 | 1936 | 1946 | 1954 |
| ---- | ---- | ---- | ---- | ---- | ---- | ---- | ---- | ---- |
| 239  | 227  | 182  | 160  | 136  | 136  | 146  | 165  | 157  |

| 1962 | 1968 | 1975 | 1982 | 1990 | 1999 | 2008 | 2013 | 2018 |
| ---- | ---- | ---- | ---- | ---- | ---- | ---- | ---- | ---- |
| 150  | 140  | 141  | 170  | 181  | 172  | 173  | 192  | 157  |

## Lieux et monuments
- Église Saint-Martin du XIIIe siècle.
- Manoir de Cully, rue de Richemond, qui fait l’objet d’une inscription au titre des monuments historiques depuis le 21 juin 1927[9].
- Manoir de Guerville.
- La fontaine Guerville.

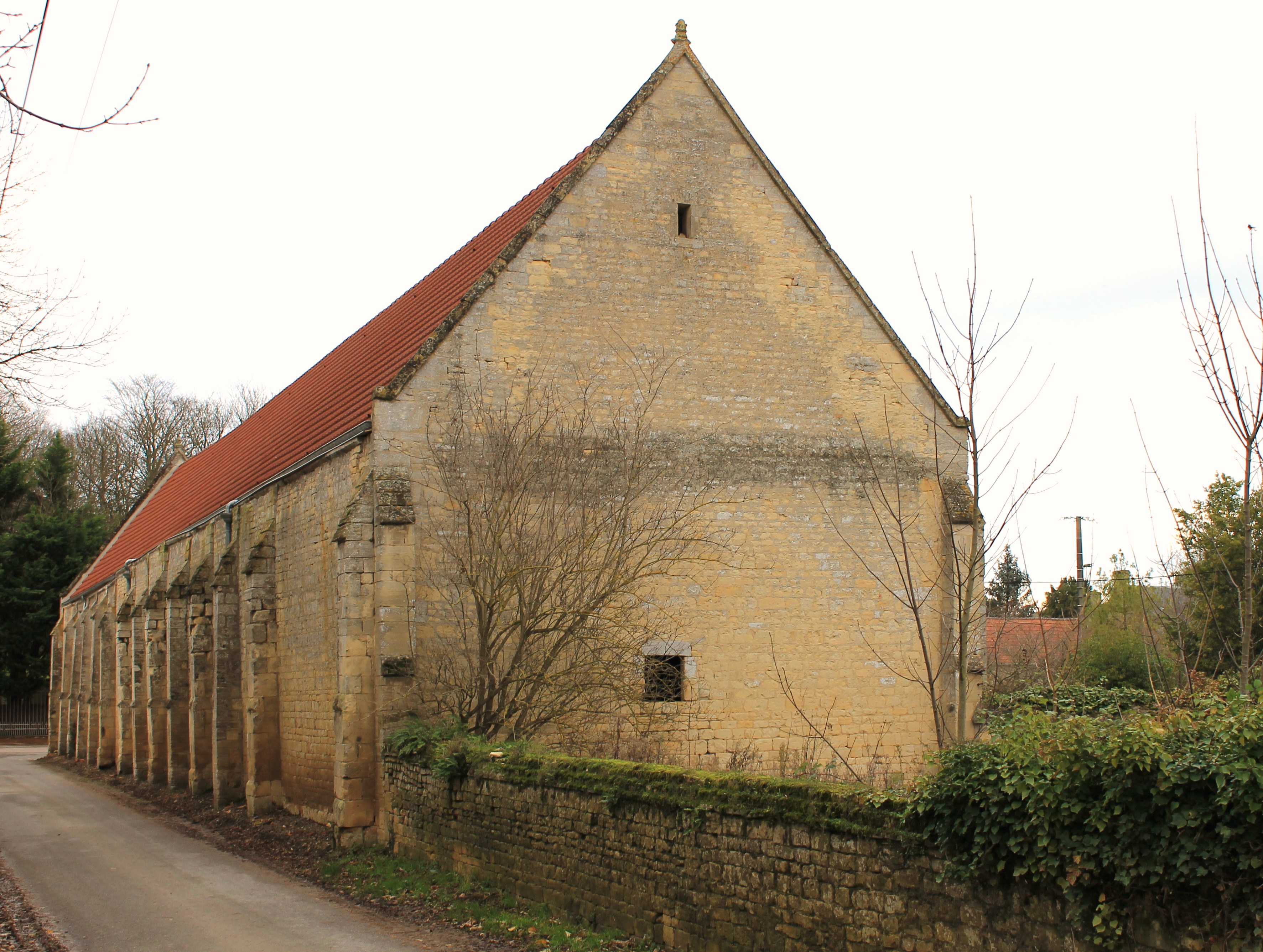
Le manoir.
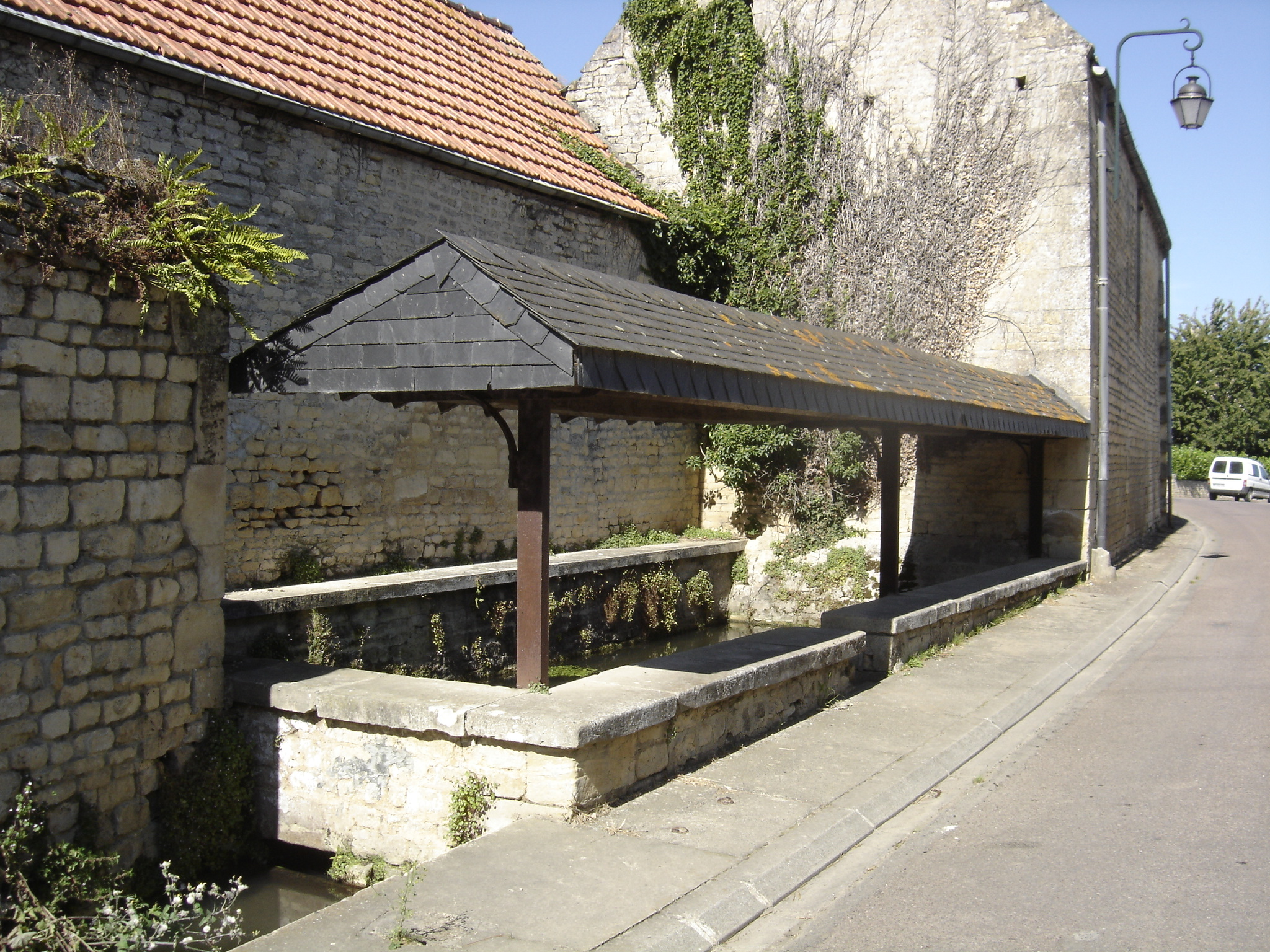
Le lavoir.

## Personnalités liées à la commune
- Henri Thomas (1930-2016), artiste-peintre, sculpteur et lithographe, prix de Rome de peinture en 1956.